# 伝馬町 (名古屋市)
伝馬町（てんまちょう）は、愛知県名古屋市中区の地名。

## 歴史

### 町名の由来
清洲越しの町であり、清須時代より伝馬役を担う町であったことによる。

### 沿革
- 1871年（明治4年）9月29日 - 大伝馬町および小伝馬町、宮町に分割される[1]。小伝馬町は従来の伝馬町1丁目〜3丁目、大伝馬町は伝馬町4〜7丁目に相当する[4]。また、本町筋の東側が宮町となった[4]。
- 1878年（明治11年）12月20日 - 大伝馬町および小伝馬町により、名古屋区伝馬町となる[5]。
- 1889年（明治22年）10月1日 - 名古屋市成立に伴い、同市伝馬町となる[5]。
- 1908年（明治41年）4月1日 - 西区成立に伴い、同区伝馬町となる[1]。
- 1911年（明治44年）1月 - 明治航業株式会社が設立される[6]。
- 1912年（明治45年）2月 - 有限責任名古屋莫大小信用販売購買組合が設立される[7]。
- 1944年（昭和19年）2月11日 - 栄区成立に伴い、同区伝馬町となる[1]。
- 1945年（昭和20年）11月3日 - 栄区廃止に伴い、中区伝馬町となる[1]。
- 1966年（昭和41年）3月30日 - 住居表示実施に伴い、1丁目〜3丁目が錦一丁目、3〜7丁目が錦二丁目に編入され消滅[1]。